# Кабине, Канте
Канте Кабине (англ. Kante Kabine; род. в 1936 году) — профессор, кандидат физико-математических наук. Занимает должность руководителя национальной дирекции научных исследований и техники в правительстве Республики Гвинея. Советник президента Республики Гвинея.

## Биография
Канте Кабине родился в 1936 году в Республике Гвинея.
Учился в двухгодичной школе механике в Париже. В конце марта 1960 года приехал в Москву, чтобы получить образование.
В Советском Союзе он стал одним из первых студентов Университета дружбы народов им. Патриса Лумумбы. Ему был выдан студенческий билет под номером 24.
Учился на факультете физико-математических и естественных наук, стал выпускником 1965 года по специальности «Математика».
В том же году его приняли в аспирантуру на кафедру математического анализа. Научным руководителем стал профессор В. В. Рыжков. В 1969 году защитил диссертацию. Он стал первым выпускником Российского университета дружбы народов, которому была присвоена ученая степень кандидата физико-математических наук.
Канте Кабине работал в Конакрийском политехническом институте и был там заведующим кафедрой математики. В 1981 году стал генеральным директором управления бокситов министерства минеральных ресурсов. Занимал должность советника президента Республики Гвинея. Руководитель национальной дирекции научных исследований и техники в правительстве Республики Гвинея. Сейчас в отставке.